# 순창군립도서관
순창군립도서관은 전북특별자치도 순창군 순창읍 소재의 군립 도서관이다.

## 연혁
- 2014년 7월 23일 개관.

## 이용 안내
이용 시간
- 종합자료실: 월~목요일 09:00 ~ 19:00 / 토·일요일 09:00 ~ 18:00
- 어린이자료실: 매일 09:00 ~ 17:00
- 학습자료실: 매일 09:00 ~ 23:00

휴관일
- 매주 금요일
- 법정 공휴일